# Судравский, Борис Ксаверьевич
Бори́с Ксаве́рьевич Судра́вский (родился 24 октября 1875 года, Киевская губерния, Российская империя — погиб 10 июля 1915 года) — генерал-майор (1916, посмертно), участник Первой мировой войны.

## Биография
Родился 24 октября 1875 года, происходил из дворян Киевской губернии.
Образование получил во Владимирском-Киевском кадетском корпусе, по окончании которого 1 сентября 1893 года был принят в 1-е военное Павловское училище. Выпущен 8 августа 1894 года подпоручиком в 49-й пехотный Брестский полк, 12 августа 1895 года переведён в лейб-гвардии Гренадерский полк тем же чином.
Далее Судравский последовательно получил чины поручика (12 августа 1899 года), штабс-капитана (12 августа 1903 года) и капитана (12 августа 1907 года).

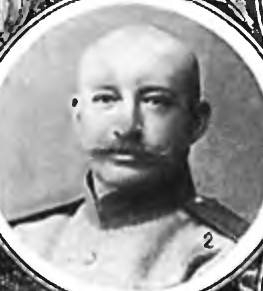
Б. К. Судравский в 1915 году

## Первая мировая война
Вскоре после начала Первой мировой войны получил чин полковника. Высочайшим приказом от 31 мая 1915 года Судравский был удостоен Георгиевского оружия:
За то, что при штурме посада Едвабно, в ночь с 7 на 8 февраля 1915 г. довёл свой батальон до штыкового удара, находясь во главе его под сильным огнём противника, последствием чего было взятие всего посада
10 июля 1915 года Судравский погиб в бою,
Высочайшим приказом от 5 февраля 1916 года он был посмертно награждён орденом св. Георгия 4-й степени и 26 июня 1916 года произведён в генерал-майоры (со старшинством от 10 июля 1915 года).

## Семья
Его брат Владимир был известным военным историком и также погиб в Первую мировую войну.

## Награды
Среди прочих наград Судравский имел ордена:
- Орден Святого Станислава 3-й степени (1910 год)
- Орден Святого Станислава 2-й степени с мечами (10 ноября 1914 года)
- Георгиевское оружие (31 мая 1915 года)
- Орден Святого Георгия 4-й степени (5 февраля 1916 года)
- Орден Святого Владимира 4-й степени с мечами и бантом (19 ноября 1916 года)